# Franck Ohandza
Franck Ohandza Zoa (* 28. September 1991 in Ngong) ist ein kamerunischer Fußballspieler.

## Karriere

### Verein
Ohandza spielte im Nachwuchsbereich für Daga Young Sport. 2011 wechselte Ohandza in die Thai Premier League zum FC Buriram PEA. Dort bildete er gemeinsam mit dem Ghanaer Frank Acheampong eines der besten Sturmduos der Liga. Mit 19 Saisontreffern wurde er Torschützenkönig der Thai Premier League 2011 und hatte maßgeblichen Anteil am nationalen Triple, als Buriram in der Saison 2011 neben der Meisterschaft auch den Landes- und Ligapokal gewann. Im Mai 2012 brach sich Ohandza im letzten Gruppenspiel der AFC Champions League 2012 das Wadenbein und fiel für mehrere Monate aus. Für die Saison 2012/13 wurde Ohandza im August 2012 auf Leihbasis vom deutschen Bundesligaaufsteiger SpVgg Greuther Fürth verpflichtet. Die Leihgebühr soll dabei nach Aussage des Fürther Präsidenten Helmut Hack weniger als 50.000 Euro betragen. Da der Stürmer noch an seiner im Mai 2012 erlittenen Beinverletzung laborierte, trainierte er zunächst mit Fürths U-23-Mannschaft. Doch ohne ein Pflichtspiel dort absolviert zu haben endete der Leihvertrag und Ohandza kehrte nach Thailand zurück. Kurze Zeit später folgte dann der Wechsel zum griechischen Zweitligisten Iraklis Psachna und in der Winterpause weiter zu NK Croatia Sesvete nach Kroatien. Von 2015 bis 2018 stand er dann bei Hajduk Split unter Vertrag. Dann ging er zum Zweitligisten FC Shenzhen nach China und ein Jahr später schloss er sich dort Erstligist Henan Jianye an. Ab dem 1. Januar 2020 war Ohandza dann über zwei Jahre vereinslos, ehe er sich im April 2022 Heilongjiang Ice City aus der China League One anschloss. Seit 1. Januar 2023 ist er erneut vereinslos.

### Nationalmannschaft
Im April 2011 nahm Ohandza mit der kamerunischen U-20-Auswahl an der U-20-Afrikameisterschaft in Südafrika teil und erzielte im Turnierverlauf zwei Treffer, als Kamerun der Einzug ins Finale gelang. Dort erzielte der Stürmer in der 80. Minute den 1:2-Anschlusstreffer, Kamerun unterlag letztlich mit 2:3 dem nigerianischen Nachwuchs. Auch bei der wenige Monate später in Kolumbien ausgetragenen U-20-Weltmeisterschaft gehörte Ohandza zum Aufgebot Kameruns. Gemeinsam mit Christ Mbondi bildete er in allen vier Turnierpartien das Sturmduo, Kamerun schied im Achtelfinale gegen Mexiko aus, Ohandza hatte dabei mit seinem einzigen Turniertreffer seine Mannschaft vorübergehend in Führung geschossen. Im Elfmeterschießen versagte Ohandza ebenso wie seinen Mitspielern Mbondi und Idriss Nguessi die Nerven, als Mexiko nach drei Fehlschüssen Kameruns mit 3:0 ins Viertelfinale einzog.

## Erfolge
FC Buriram PEA
- Thailändischer Meister: 2011
- Thailändischer Pokalsieger: 2011
- Thailändischer Ligapokalsieger: 2011

## Auszeichnungen
- Torschützenkönig der Thai Premier League: 2011 (19 Tore)[5]